# Eisuke Nakanishi
Eisuke Nakanishi (Suzuka, 23 de junho de 1973) é um ex-futebolista japonês.

## Carreira

### JEF United
Nakanishi se destacou no JEF United, equipe que defendeu entre 1992 (quando a J. League ainda nem fora criada, o time possuía o nome de Furukawa Eletric) até 2003. Foram 273 jogos e 34 gols com a camisa do JEF.

### Yokohama F. Marinos
Em 2004, ele foi contratado pelo Yokohama F. Marinos, onde teve um desempenho modesto: em 36 jogos, não marcou nenhum gol.

## Seleção Japonesa
O debut de Nakanishi pela Seleção do Japão deu-se em 1997, e disputou a Copa de 1998, a primeira disputada pelo seu país. Não foi lembrado para disputar a Copa América 1999, a qual os hipônicos participaram como convidados.
Saiu da Seleção em 2000, mas retornou em 2002; no entanto, não foi relacionado por Philippe Troussier para o Mundial da Ásia, sediado por Coreia do Sul e Japão. Abandonou de vez os Samurais Azuis no mesmo ano.